# Cannelure

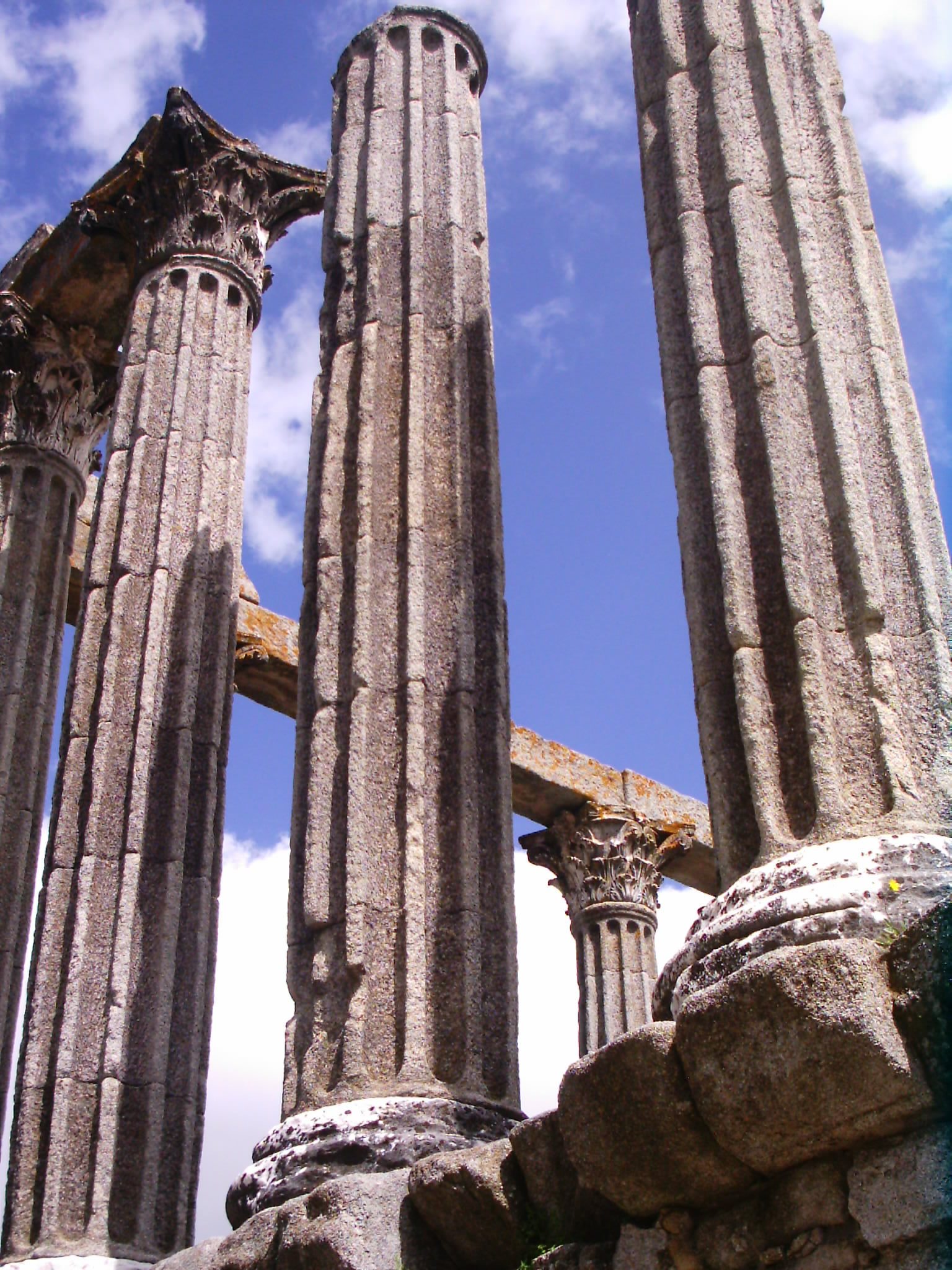
Zuilen met cannelures in de Romeinse tempel van Évora (Portugal)

Cannelures of schaduwgroeven zijn verticale groeven in een zuil.

## Toelichting
Bij de Dorische zuilen liggen de cannelures tegen elkaar aan, zodat er een scherpe overgang ontstaat. Bij de Ionische en Korinthische zuilen liggen de uithollingen of cannelures niet tegen elkaar; er ontstaat alzo een vlakke verticale strook tussen twee groeven. Daardoor verschilt de schaduwwerking tussen beide stijlen.
Het doel van deze versiering is het opwekken van een stijgende beweging in de zuil en het maskeren van de trommelnaden. Door het aanbrengen van cannelures ontstaat een dynamiek door de schaduwwerking waardoor de plasticiteit van de zuil verhoogt. De Romeinse zuilen zijn glad en vertonen geen cannelures.
Cannelures werden pas aangebracht nadat de zuil was opgericht, dit om te voorkomen dat de scherpe kantjes beschadigd zouden raken bij het opstapelen van de trommels.
Bouwtechnisch hebben cannelures geen enkele functie meer. Maar de oorspronkelijke oertempel was in hout en de zuilen werden met kleireliëfs bekleed en ingekleurd. Voor de bevestiging van de kleipanelen waren cannelures toen wel van betekenis.

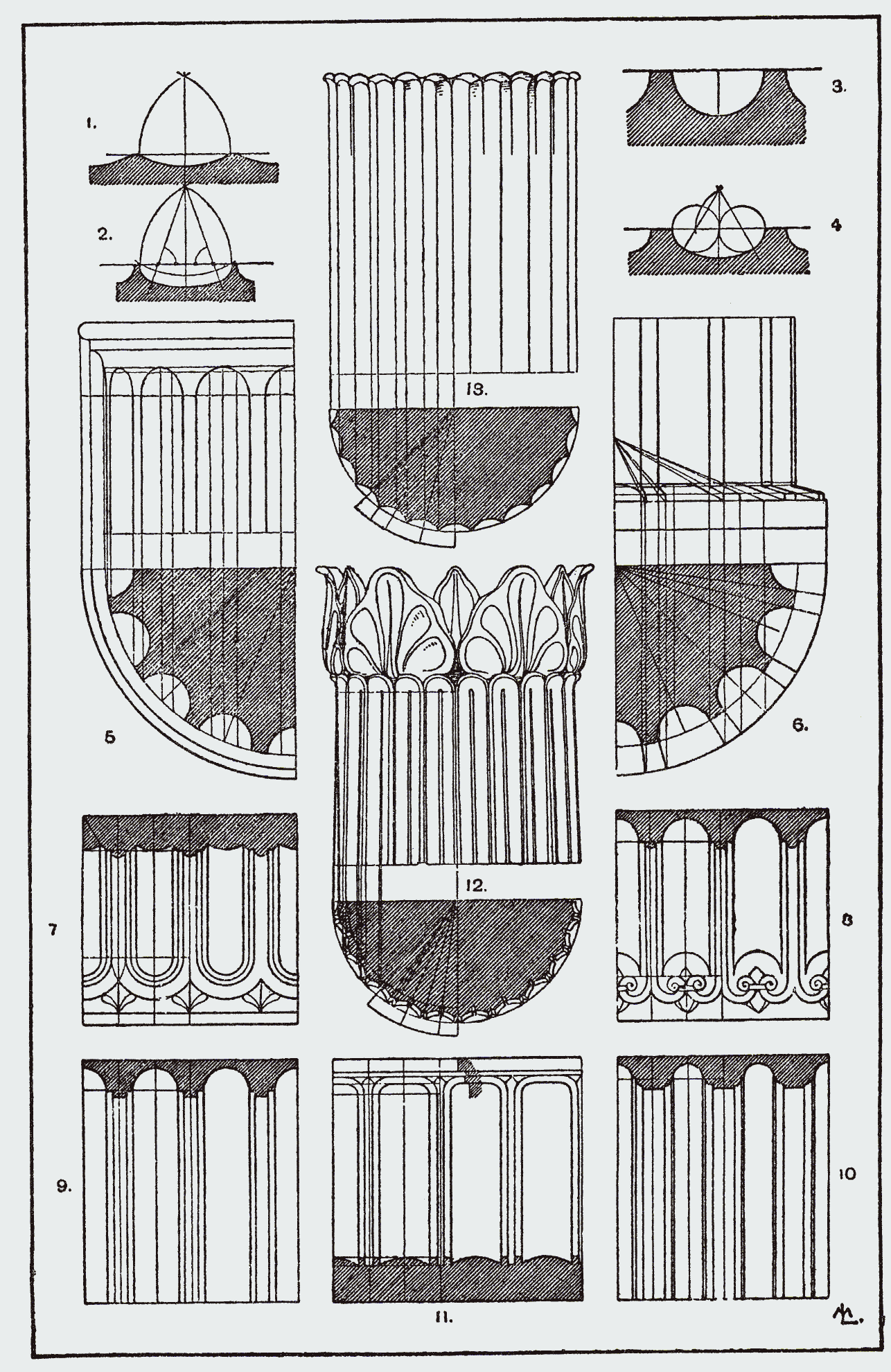
Verscheidene vormen